# كاتي هال
كاتي هال (بالإنجليزية: Katie Hall)‏ (و. 1987  م) هي دراجة، من الولايات المتحدة، ولدت في ميرسير آيلاند، واشنطن.

## سباقات أو مراحل فاز بها
| التاريخ       | السباق                                          | المركز                                                                  |
| ------------- | ----------------------------------------------- | ----------------------------------------------------------------------- |
| 03 مايو 2015  | طواف جيلا للسيدات 2015                          |                                                                         |
| 10 مايو 2015  | طواف أمجين كاليفورنيا للسيدات 2015              | الرابع في التصنيف العام، السادس في تصنيف الجبال، السابع في تصنيف النقاط |
| 15 يناير 2016 | 2016 Tour Femenino de San Luis                  | الفائز في التصنيف العام                                                 |
| 22 مايو 2016  | طواف أمجين كاليفورنيا 2016                      | السابع في التصنيف العام                                                 |
| 19 يونيو 2016 | طواف السيدات 2016                               | الأول في تصنيف الجبال                                                   |
| 02 أبريل 2017 | 2017 Joe Martin Stage Race Women                | السادس في التصنيف العام                                                 |
| 23 أبريل 2017 | طواف جيلا للسيدات 2017                          |                                                                         |
| 07 مايو 2017  | Redlands Bicycle Classic (women) 2017           |                                                                         |
| 14 مايو 2017  | طواف أمجين كاليفورنيا للسيدات 2017              | الأول في تصنيف الجبال، الثاني في التصنيف العام، السادس في تصنيف النقاط  |
| 15 أبريل 2018 | 2018 Joe Martin Stage Race Women                | الفائز في التصنيف العام                                                 |
| 22 أبريل 2018 | طواف جيلا للسيدات 2018                          | الفائز في التصنيف العام                                                 |
| 06 مايو 2018  | Redlands Bicycle Classic (women) 2018           | الفائز في التصنيف العام                                                 |
| 19 مايو 2018  | طواف أمجين كاليفورنيا - للسيدات 2018            | الفائز في التصنيف العام                                                 |
| 08 يوليو 2018 | Tour de Feminin - O cenu Českého Švýcarska 2018 |                                                                         |

## روابط خارجية
- كاتي هال على موقع أرشيف الدراجات (الإنجليزية)
- كاتي هال على موقع إحصائيات الدراجات الإحترافية (الإنجليزية)
- كاتي هال على موقع نسبة الدراجات (الإنجليزية)